# Chigné

Chigné este o comună în departamentul Maine-et-Loire, Franța. În 2009 avea o populație de 303 de locuitori.